# الأشتر الهلالي
بُشر بن عبد الله الهلالي وقيل اسمه بَشير بن عبد الله الهلالي، ولقبه الأشتر، عاشق من مشاهير العشاق، ينتمي إلى قبيلة بني هلال بن عامر بن صعصعة الهوازنيّة. عاش في بدايات العصر العباسي، وقد ترجم له عدداً من المؤرخين والعلماء، منهم: المعافى بن زكريا، والمحسن بن علي بن محمد بن أبي الفهم داود التنوخي. اشتُهِر بقصة عشقه لمحبوبته جيداء الهلالية.

## سيرته
لا يُعرف عنه الكثير إلا ما ذكرهـ المؤرخين عن قصته مع جيداء الهلالية حيثُ لا تُعرف سنة مولده أو سنة وفاته، ممن ترجم له من المؤرخين وذكر قصته: المعافى بن زكريا في كتابه الجليس الصالح الكافي والأنيس الناصح الشافي، والمحسن بن علي بن محمد بن أبي الفهم داود التنوخي في ثلاث من كتبه هُن نشوار المحاضرة وأخبار المذاكرة والمستجاد من فعلات الأجواد والفرج بعد الشدة للتنوخي، والسرّاج القارئ البغدادي في كتابه مصارع العشاق، وداود الأنطاكي في كتابه تزيين الأسواق في أخبار العشاق.

## نص قصته
وقد روى قصته صديق له يُسمّى نمير بْن قحيف الهلالي ويصف نمير الأشتر في روايته: «كان سيدًا حسن الوجه شديد القلب سخي النفس، من سادات بني هلال، أحسنهم وجهاً، وأسخاهم كفاً»، وقد عشق الأشتر فتاة هلالية من قومه اسمها جيداء وكانت بارعة الجمال والكمال وتعشق الأشتر بدورها، فاشتد بها كلفه وزاد في حبها تلفه، شاع خبر الأشتر وجيداء بين الناس واشتهر أمره وأمرها، فمُنِع عنها، وضيق عليه حتى لم يقدر أن يُلم بها، وحدثت الكثير من المشاكل بين عائلته وبين عائلة جيداء ووقع الشر بينهم حتى قتلت بينهم القتلى وكثرت الجراحات وأصبحت بينهم دماء وثأر بسبب حب الأشتر لابنتهم، فانتقم والد جيداء من الأشتر عن طريق تزويج جيداء رُغماً عنها وأخذ عائلته وارتحلوا إلى مكانٍ بعيد عن الأشتر، وقد اصطلحت عائلة جيداء مع عائلة الأشتر على أن لا يتقرب أحداً منهم من الآخر أو أن يأتي الأشتر قريباً من مسكنهم وإلا فالموت والقتل بينهم.
بعد مرور فترة قصيرة من ذلك لم يحتمل الأشتر بُعد جيداء عنه واضمحل حاله وأخذه الشوق والحزن لها وقد طال به البلاء والهجر فذهب إلى صديقه نمير بْن قحيف الهلالي، فقال له: «يا نمير، هل فيك من خيرٍ ؟ وهل عندك صنيع تمن به عليّ عسى أن تعود روحي إليَّ ؟»، فرد نمير: «عندي كل ما أحببتَ، فقُل ما شئت»، فقال الأشتر: «يا أخي، قد بلغ مني الوجد، وضاق عليّ سبيل الصبر، وقد ذهب الشوق إليها بروحي، وتنغصت عليّ حياتي، فهل تُساعدني على زيارة جيداء ؟»، فرد عليه نمير: «نعم، بالحب والكرامة، فانهض بنا إذا شئت»، فقاما وركب كُلٍ منهم راحلته، فساروا لمدة ثلاث أيام وفي اليوم الثالث وصلوا إلى منازل قوم جيداء، ولمّا غربت الشمس اقترب نمير والأشتر من منازلهم ودخلوا في جزء مشقوق من أحد الجبال أشبه بالغار وأنزلوا راحلاتهم وجلسوا، بعد ذلك قال الأشتر لنمير: «يا نمير! اذهب بأبي أنت وأمي، فأدخل الحي، فتأنس بالناس واذكر لمن لقيك أنك طالب ضالةً، فكُن ضيفًا لهم، ولا تذكر شيئًا من أمرنا ولا تعرضن بذكري بين شفة ولسان، فإن لقيت جاريتها فلانة راعية غنمهم فأقرها مني السلام، وسلها عن الخبر وأعلمها بمكاني وواعدها بوعدٍ»، يقصد اذهب إلى قومها بصفتك ضائعاً وضيفاً عليهم فابحث عن جارية جيداء راعية غنم أهل جيداء فإن وجدتها أخبرها بمكاني واطلب منها إخبار جيداء بأمري وأن تجعل جيداء تلتقي بي، فذهب نمير لا يُعذر في أمره أو يشك به أحداً وفعل ما أمره به الأشتر حتى وصل إلى جارية جيداء وعرفها من صفتها التي أخبره الأشتر إياها، فأخبرها رسالة الأشتر وأعلمها بمكان الأشتر وسألها عن أخبار جيداء، فقالت: «هيّ والله مشددٌ عليها متحفظ منها»، ثُمّ ذهبت الجارية إلى جيداء فأخبرتها بأمر الأشتر، فعادت الجارية إلى نمير وقالت له: «قُل للأشتر موعدكما الليلة عند تلك الشجرات اللواتي عند أعقاب البيوت مع صلاة العشاء الآخرة»، أي ستأتي إليه جيداء بعد صلاة العشاء عند شُجيرات صغيرة تقع في نهاية المنازل، فذهب نمير وأخبر الأشتر بالموعد فقاموا يقودون راحلاتهم حتى جاء الموعد فذهبوا للمكان الذي وصفته الجارية فلم يلبثوا إلا قليلاً حتى جاءت جيداء تمشي حتى دنت منهم، فقام الأشتر راكضاً باتجاهها ووثب عليها فقبلها بين عينيها وصافحها وسلم عليها، عندها قام نمير مولياً عنهم حتى يتركهم وحدهم فقالا جيداء والأشتر: «إنا نُقسم عليكَ إلا ما رجعتَ، فوالله ما بيننا ريبة، ولا قبيح نخلو به دونك وما بيننا ما نستره عنك!»، أي لا يوجد بيننا سر أو حراماً حتى نختلي وحدنا، فعاد نمير راجعاً إليهم فجلس معهم، فتحدث الأشتر وجيداء ساعة يشتكون لبعضهم الفراق والشوق.
ثُمّ أرادت جيداء الانصراف خشية أن يكتشف أحدٌ غيابها، فكادت نفس الأشتر أن تزهق من الحزن فقال لها: «أما فيكِ حيلةً يا جيداء، فنتحدث ليلتنا ويشكو بعضنا إلى بعض ؟»، أي أليس لديها طريقة ما حتى تبقى معه الليلة بأكملها، فردت جيداء: «والله ما إلى ذلك سبيل إلا أن نعود إلى الشر الذي تعلم»، تقصد بالشر الذي يعلمه زوجها، فقال الأشتر: «لا بُد من ذلك ولو وقعت السماء على الأرض، ولو كان ما عسى أن يكون»، أي عليها أن تبقى معه حتى لو وقعت السماء، فردت جيداء: «هل في صديقك هذا من خيرٍ أو معه مساعدة لنا ؟»، فرد الأشتر مادحاً نمير: «الخير كله!»، فقالت جيداء مُخاطبة نمير: «يا فتى! هل فيك من خيرٍ ؟»، فرد عليها نمير: «سلي ما بدا لكِ، فإني مُنتهٍ إلى مرادكِ، ولو كان في ذلك ذهاب روحي.»، أي اطلبي مني ما تشائين فإني سأفعل ما تُريدين حتى لو كان سيتسبب بموتي ، فقامت جيداء ودخلت بين الشجيرات حتى لا يراها الأشتر ونمير وخلعت ملابسها ورمتها على نمير وقالت له: «انزع ثيابك وادفع بها إليَّ والبس ملابسي»، أي انزع ملابسك وأعطني إياها، فاختبئ نمير خلف شجرة ونزع ملابسه ورماها إلى جيداء ولبس ملابسها وخرج الاثنين بعد ذلك، فقالت جيداء لنمير: «اذهب إلى بيتي فادخل إلى خبائي كأنك أنا فإنَّ زوجي سيأتيك بعد ساعة أو ساعتين بعد العتمة فيطلب منك القدح ليحلب فيه الإبل فلا تعطه إياه حتى يطيل طلبه ثُمَّ ارمه به رميًا ولا تعطه إياه من يدك فإني كذلك كنتُ أفعل به، فيذهب فيحلب، ثُمَّ يأتيك عند فراغه من الحلب والقدح ملآن لبناً, فيقول: هاكِ غَبُوقكِ، فلا تأخذ منه حتى يطيل، نكدًا عليه، ثُمَّ خذه أو دعه حتى يضعه، ثُمَّ لستَ تراه بقية الليلة حتى يُصبح إن شاء الله تعالى.»، أي يذهب إلى بيتها ويدعي أنه جيداء أمام زوجها وعائلته، وحينما يأتي إليه زوجها بعد ساعات ويطلب منه وعاءً حتى يحلب فيه لبن الناقة فلا يعطيه إياه بيده حتى لا يشك بأمره إذ أنَّ جيداء ترمي الوعاء إلى الأرض بدلاً من أن تعطيه لزوجها بيدها تعبيراً عن غضبها وكرهها له ولمّا يعود زوجها سيقول له خُذِ غَبُوقكِ والغَبُوق هُوّ حليب الناقة الذي يُحلب في المساء فأمرت نمير ألا يأخذ الوعاء من زوجها لأنّها تفعل ذلك معه حتى يتنكد منها ثُمّ إما يأخذه من يد زوجها أو يترك زوجها يضعه على الأرض وبعد ذلك سيذهب زوجها ولن يعود له حتى الصباح وفي حين ذلك ستكون جيداء قد عادت للبيت.
ذهب نمير وهو مُرتدي ملابس جيداء وترك الأشتر وجيداء وحدهما فدخل بيت جيداء ومضى أمام أُمّ زوجها وعائلته دون أن ينطق بحرف وغطى وجهه بوِشاحها وذهب إلى خباء جيداء وجلس هُناك وحيداً لعدة ساعات ثُمّ أتى زوجها يطلب القدح من جيداء ولم يشك بالأمر إذ صد عنه نمير وغطى شعره ووجهه بالوِشاح وملابس جيداء كانت فضفاضة وواسعة فبقيّ نمير فترة ثُمّ رمى القدح باتجاه زوج جيداء على الأرض وبعد ذلك عاد زوجها بالقدح الذي فيه اللبن فأمر نمير أن يأخذه ظناً منه أنه جيداء فلم يأخذه نمير كما قالت له جيداء فطال الوقت وزوج جيداء يأمره بأخذه من يده فلم يفعل نمير حتى يُنكِد عليه ثُمّ مد نمير يده حتى يأخذ القدح من يد الزوج وفي ذات اللحظة قام زوجها بمد يده يُريد أن يضعه على الأرض فاختلفت وتصادمت أيديهما فطاح القدح من يد الزوج بالخطأ فانكب كُل اللبن الذي فيه على الأرض عندها ثارت ثائرة زوج جيداء، وصرخ على نمير الذي كان يظن أنّه جيداء: «إنَّ هذا لطَمَاحٌ مُفرِطٌ يا جيداء!!»، والطماح هُوّ نشوز المرأة على زوجها وعصيانها له ويقصد بذلك أنّه طفح الكيل من مُعاملة جيداء السيئة له وعصيانها ومعاندتها له ونشوزها معه، ثُمّ ذهب زوج جيداء إلى مقدمة البيت وأخرج منه سوط جلدي مفتول كمتن الثعبان المطوق وعاد إلى نمير وشده إلى جانبه وقبض شعره فبدأ يضربه على كُلِّ أنحاء جسمه بلا رحمة وجلد نمير ثلاثين جلدة على ظهره فكتم نمير غيظه ولم يصرخ حتى لا يسمع أحد صوته فينكشف أمرهـ ومن شدة غضب زوج جيداء منها كان يضرب نمير ويشد شعره دون أن يحس أنّه شعر رجل فأعماه غضبه من رؤية نمير إذ عيونه موجهه على جسم نمير، كاد نمير أن يأخذ السكين ويقتل زوج جيداء انتقاماً ولكن أتى مع صوت السوط إخوان الزوج ووالدته وأخت له فقاموا بمسك زوج جيداء وأبعدوه عن نمير الذي ما آن أتوا قام يركض ليلبس الوِشاح ويستر وجهه ونفسه عنهم، ويقُولُ نمير في وصف ما حدث: «فضربني تمام ثلاثين، ثُمَّ جاءت أمه وإخوته وأخت له انتزعوني من يده، ولا والله ما أقلع حتى زايلني روحي وزال عقلي، وهممتُ أن أخذ السكين وإن كان فيه الموت».
ثُمّ خرجوا من عنده، فاستتر نمير أكثر حتى لا يراه أحد وقعد كما كان من قبل، ثُمَّ لم يلبث إلا قليلاً حتى دخلت عليه والدة جيداء وهيّ تبكي على ابنتها فجلست تكلم نمير وهي تحسبه جيداء فتفادى نمير الكلام معها عن طريق الصمت والبكاء والنحيب واستدار عنها وأعطاها ظهره حتى لا تشك به، فقالت أُمّ جيداء: «يا بُنية اتقي الله ربكِ، ولا تعرضي لمكروه زوجكِ، فذاك أولى بكِ، فأما الأشتر فلا أشتر لكِ آخر الدهر، فمالكِ والأشتر!»، أي أطيعي زوجك ولا تعصيه وتنشزيه فهُوّ أولى بكِ من الأشتر، وقالت أيضًا: «سأرسل إليكِ أختكِ تؤنسكِ وتبيت عندكِ الليلة!»، تقصد أنها سترسل أخت جيداء لكي تخفف عنها ما حدث لها وتنام عندها الليلة، فخرجت أُمها وبقيّ نمير في مكانه على حاله ثُمّ بعد ذلك بقليل وصلت أخت جيداء فقام نمير بسرعة وانضجع على سرير جيداء حتى لا تراه فبدأت أخت جيداء تبكي وتدعو بالسوء على زوج جيداء لأنّه جلدها فلم يكلمها نمير فقامت الفتاة وانضجعت على السرير إلى جانب نمير فمسكها نمير واستمكن منها وشد يده على فمها حتى لا تصرخ ووضع فمه قريباً من أذنها وهمس قائلاً: «يا هذِهِ! تِلكَ أختكِ مع الأشتر عند الشجرات، وقد قُطِع ظهري الليلة بسببها، وأنتِ أولى بالستر عليها، فاختاري لنفسك ولها، فوالله لئن تكلمتِ بكلمةٍ لأصيحنَّ بجُهدي حتى تكون الفضيحةُ شاملةً وفضحتها، وأنا لستُ أُبالي أو أهتم!!»، أي أختك مع الأشتر وحتى أسترها تقطع ظهري من ضرب زوجها وأنتِ أختها أولى بأن تستري عليها وإن صرختِ أو تكلمتِ بكلمة سأصرخ بكل قوتي حتى يعرف الجميع بأمر أختك وتنفضح عند قومها، ثُمّ أبعد نمير يده عن فم الفتاة فبدأ جسمها يهتز كما تهتز القصبة من الزرع بسبب شدة خوفها وهيّ على حالها لم تتحرك مُتضجِعة بجانب نمير على سرير أختها وبقيت تهتز من الخوف لمدة ساعة ثُمّ هدأت وأنست وقام بنمير بتطمينها وطيب قلبها فضحكت ثُمّ أكمل نمير معها الليلة منضجعان معاً حيثُ كان يتحدث ويتضاحك معها وهي تسخر منه بسبب الضرب الذي تلقاه وتضحك على ما ناله وحصل له، ويقُولُ نمير عن تلك الليلة مع أختها: «ثُمَّ باتت والله معي أحسن رفيق رافقته قط, وأعفه وأحسنه حديثاً فلم تزل تتحدث وتضحك مني ومما بليت به من الضرب فبتت معها أطيب ليلة من اللطف والعفة، وتمكنتُ منها تمكُن من لو رام ريبة قدر عليها، ولكن الله عصم فلهُ الحمد»، يقصد أنّه لم يقترب منها أو يلمسها قط ولكن من ضحكهم وكلامهم لو دخل عليهم شخص مُصاب بالريبة والشك سوف يجزم أنَّ بينهم حراماً أو زنا ولكنَّ عصمهم الله وحماهم فلم يدخل عليهم أحد أو يكتشفهم حتى شرقت الشمس.
لمّا طلع الصُبح دخلت عليهم جيداء من آخر المنزل فرأت حالهم هذا فخافت وشكت فصرخت على نمير: «ويحك من هذه عندك ؟»، فرد: «أختكِ!»، فقالت جيداء: «وما السبب ؟»، فقال نمير: «هيّ تُخبركِ فإنها نِعم الأخت، ولعمر الله إنها لعالمةٌ بما نزل وحل بي!»، فأخذ نمير منها ملابسه وأعطاها ملابسها فرأت جيداء ظهره وكاد ظهره أن يُصبح عارياً بلا لحم وجلد من ضرب زوجها فبكت ومضت مُسرِعة.
عاد نمير إلى الأشتر فركبوا راحلاتهم وهُما خائفان من أن يكتشفهما أحد، ومضوا فلمّا زال خوفهما أخبر الأشتر بما جرى له وكشف له عن ظهره فرأى الأشتر أكثر من ثلاثين ضربة عليها تأثير السوط كُلّ واحدة ينزف منها الدم، ويصف نمير ذلك: «كشفتُ عن ظهري فإذا فيه ضرب رمى الله ضاربه بالنار الصيعلم ما غرس الله من ضربة إلى جانب أخرى، كل ضربة تخرج الدم وحدها»، فقال الأشتر لمّا رأى ظهره: «لقد عظمت صنيعتك ووجب شكرك، وطالت يدك، إذ خاطرت بنفسك، فبلغني الله مكافأتك.»، ولم يزل الأشتر لنمير شاكراً مُعترفاً بفضله.

## نهاية القصة
وانتهت القصة التي رواها نمير عند ذلك، وأضاف ابن طاهر الطبري أنّه بعد أقل من شهر من هذه الحادثة أتى شخص من قوم جيداء فكذب على الأشتر وقال له: «إنَّ جيداء قد قضت الساعة»، أي أنها ماتت قبل قليل وكان الأشتر حينما قال ذلك يأكل عنباً فما آن قال له ذاك الشخص موت جيداء شهق شهقةً واحدة فحرك ذلك الرجل الأشتر فإذا هُوّ ميت، فعرفت جيداء بالخبر فزال عقلها وأُصِيبت بالجنون فحلقت شعرها ورمت ملابسها وألقت نفسها داخل بئر فماتت وعلى الأرجح لم تُصاب جيداء بالجنون وتنتحر أو يموت الأشتر وذلك لأنّه لم يذكر هذه الحادثة إلا داود الأنطاكي وهو متأخر عن زمن الأشتر بـ 700 سنة بينما المؤرخين القدامى الذين عاشوا في زمن مُقارب من زمن الأشتر لم يذكروا إلا القصة التي رواها نمير عن الأشتر وجيداء وعدا ذلك لا يُعرف ما حدث مع جيداء والأشتر أو مصيرهما ونهاية قصتهما.